# Valentin Bădoi
Valentin Emanoil Bădoi (ur. 16 grudnia 1975 w Turnu Măgurele) – rumuński piłkarz grający na pozycji prawego obrońcy lub pomocnika. Od 2011 roku jest piłkarzem klubu Viitorul Domnești.

## Kariera klubowa
Karierę piłkarską Bădoi rozpoczynał w klubach Turris Turnu-Măgurele i Chimia Turnu-Măgurele. W 2000 roku został zawodnikiem pierwszoligowego FCM Bacău. 7 sierpnia 2000 zadebiutował w nim w lidze w przegranym 3:4 wyjazdowym meczu ze Steauą Bukareszt. W FCM Bacău grał do końca sezonu 2001/2002.
Latem 2002 Bădoi przeszedł do Rapidu Bukareszt. W 2003 roku został z nim mistrzem Rumunii, a w sezonie 2005/2006 wywalczył wicemistrzostwo Rumunii. Przed sezonem 2007/2008 odszedł do Steauy Bukareszt, która została wicemistrzem kraju. Jeszcze w trakcie sezonu 2007/2008 opuścił Steauę i przeszedł do Politehniki Timișoara. W 2009 roku wywalczył z nią wicemistrzostwo kraju.
W 2010 roku Bădoi został zawodnikiem Universitatei Craiova. W sezonie 2010/2011 grał w FC Brașov, a w 2011 roku przeszedł do trzecioligowego Viitorulu Domnești.
| Sezon   | Klub                  | Kraj    | Rozgrywki | Mecze | Bramki |
| ------- | --------------------- | ------- | --------- | ----- | ------ |
| 2000/01 | FCM Bacău             | Rumunia | Divizia A | 30    | 5      |
| 2001/02 | FCM Bacău             | Rumunia | Divizia A | 29    | 8      |
| 2002/03 | Rapid Bukareszt       | Rumunia | Divizia A | 30    | 7      |
| 2003/04 | Rapid Bukareszt       | Rumunia | Divizia A | 30    | 5      |
| 2004/05 | Rapid Bukareszt       | Rumunia | Divizia A | 30    | 1      |
| 2005/06 | Rapid Bukareszt       | Rumunia | Divizia A | 29    | 3      |
| 2006/07 | Rapid Bukareszt       | Rumunia | Liga I    | 32    | 7      |
| 2007/08 | Steaua Bukareszt      | Rumunia | Liga I    | 10    | 0      |
| 2007/08 | Politehnica Timișoara | Rumunia | Liga I    | 15    | 1      |
| 2008/09 | FC Timiszoara         | Rumunia | Liga I    | 28    | 2      |
| 2009/10 | FC Timiszoara         | Rumunia | Liga I    | 2     | 0      |
| 2009/10 | Universitatea Krajowa | Rumunia | Liga I    | 16    | 0      |
| 2010/11 | FC Brașov             | Rumunia | Liga I    | 11    | 0      |
| 2011/12 | Viitorul Domnești     | Rumunia | Liga III  |       |        |

## Kariera reprezentacyjna
W reprezentacji Rumunii Bădoi zadebiutował 9 lutego 2005 roku w zremisowanym 2:2 towarzyskim meczu ze Słowacją. W swojej karierze grał w eliminacjach do MŚ 2006. Od 2005 do 2006 roku rozegrał w kadrze narodowej 10 meczów.
| Mecze i gole w reprezentacji | Mecze i gole w reprezentacji | Mecze i gole w reprezentacji | Mecze i gole w reprezentacji | Mecze i gole w reprezentacji | Mecze i gole w reprezentacji | Mecze i gole w reprezentacji |
| #                            | Data                         | Stadion                      | Rywal                        | Wynik                        | Gol                          | Rozgrywki                    |
| 2005                         | 2005                         | 2005                         | 2005                         | 2005                         | 2005                         | 2005                         |
| ---------------------------- | ---------------------------- | ---------------------------- | ---------------------------- | ---------------------------- | ---------------------------- | ---------------------------- |
| 1.                           | 09.02.2005                   | Larnaka, Cypr                | Słowacja                     | 2:2                          | 0                            | towarzyski                   |
| 2.                           | 02.09.2005                   | Konstanca, Rumunia           | Czechy                       | 2:0                          | 0                            | el. MŚ 2006                  |
| 3.                           | 08.10.2005                   | Helsinki, Finlandia          | Finlandia                    | 1:0                          | 0                            | el. MŚ 2006                  |
| 4.                           | 12.11.2005                   | Le Mans, Francja             | Wybrzeże Kości Słoniowej     | 1:2                          | 0                            | towarzyski                   |
| 5.                           | 16.11.2005                   | Bukareszt, Rumunia           | Nigeria                      | 3:0                          | 0                            | towarzyski                   |
| 2006                         |                              |                              |                              |                              |                              |                              |
| 6.                           | 28.02.2006                   | Nikozja, Cypr                | Armenia                      | 2:0                          | 0                            | towarzyski                   |
| 7.                           | 01.03.2006                   | Larnaka, Cypr                | Słowenia                     | 2:0                          | 0                            | towarzyski                   |
| 8.                           | 26.05.2006                   | Chicago, Stany Zjednoczone   | Irlandia Północna            | 2:0                          | 0                            | towarzyski                   |
| 9.                           | 27.05.2006                   | Chicago, Stany Zjednoczone   | Kolumbia                     | 0:0                          | 0                            | towarzyski                   |
| 10.                          | 16.08.2006                   | Konstanca, Rumunia           | Cypr                         | 2:0                          | 0                            | towarzyski                   |